# Fino all'alba (Califfo De Luxe)
Fino all'alba è il primo album discografico ufficiale del gruppo ska Califfo De Luxe, registrato a Venezia da Cristiano Verardo, ex dei Pitura Freska.

## Tracce
1. Baby baciami – 3:32
2. Certa gente – 3:06
3. Jo & Jack – 4:05
4. Il pentagramma – 3:59
5. The future – 3:46
6. Pioggia – 3:58
7. Il problema – 4:01
8. Bornioi – 4:25
9. Non sparate sul pianista – 4:40
10. Metronotte – 3:51
11. Bestseller – 4:01
12. A chi si nasconde – 8:23

- Baby baciami (Bonus video track)